# Стржище (Севниця)
Стржище (словен. Stržišče) — поселення в общині Севниця, Споднєпосавський регіон, Словенія. Висота над рівнем моря: 291,7 м.